# Adolf Kajpr
Adolf Kajpr (5. července 1902 Hředle – 17. září 1959 Leopoldov) byl český jezuita, katolický kněz, horlivý kazatel, zpovědník, duchovní vůdce, publicista a vydavatel katolického tisku. Vyjadřoval se nejen k ústředním tématům katolické víry, ale také k soudobým společenským a politickým tématům. Za své názory byl vězněn nacisty (1941–1945) i komunisty (1950–1959). Po devíti letech v komunistických žalářích, ve věku 57 let, zemřel „v pověsti svatosti a mučednictví“.

## Život

### Dětství a mládí (1902–1927)
Adolf Kajpr se narodil 5. 7. 1902 v Hředlích, pokřtěn byl 12. 7. 1902 v kostele sv. Vavřince v nedalekém Žebráku. Rodiče Adolf (1859–1906) a Anna, roz. Kytková (1861–1905), si v Hředlích pronajali hostinec a řeznictví. Po smrti matky se otec se syny vrátil do rodných Bratronic. Sám však záhy zemřel také. O osiřelé chlapce se starala hodná a přísná teta Klára spolu s manželem Josefem Bůžkem. V letech 1908–1916 studoval v obecné škole. Potom nádeničil, krátce se učil ševcem a nakonec vstoupil do učení v nedalekém mlýně Roučmída. Projevil však zájem o studium a proto se samostatně připravil ke studiu na gymnasiu. V letech 1924–26 absolvoval službu v československé armádě. Poté, ve věku 24 let, byl přijat na Arcibiskupské gymnasium v Praze spravované jezuity.

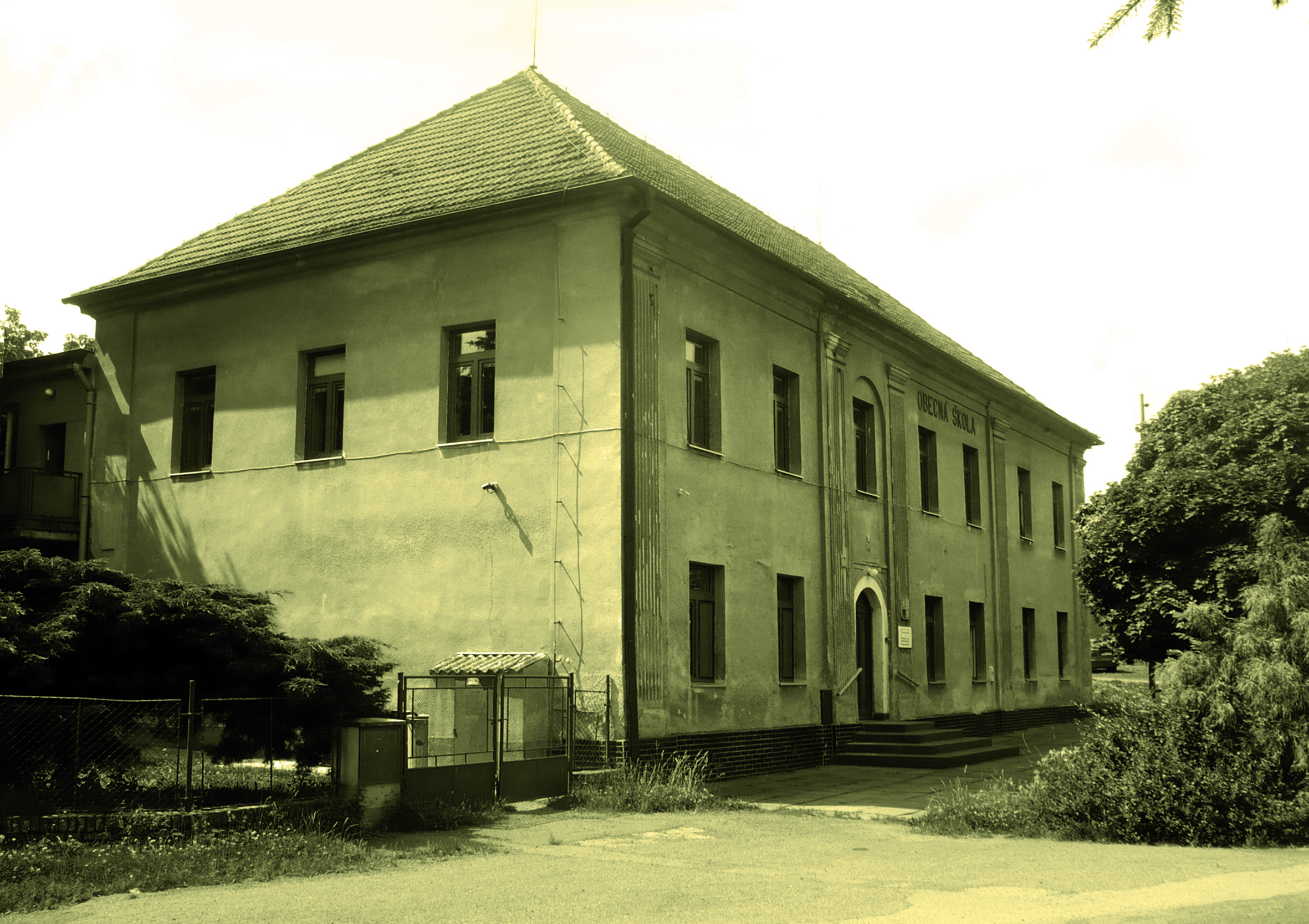
Adolf Kajpr - Obecní škola v Bratronicích

### Vstup do Tovaryšstva Ježíšova (1928–1937)
Po sextě vstoupil do noviciátu Tovaryšstva Ježíšova, který strávil v letech 1928–30 na Velehradě. Přitom se také připravil k maturitní zkoušce, kterou vykonal s vyznamenáním. Dne 15. 8. 1930 složil na Velehradě řádové sliby. V letech 1930–32 studoval filosofii v belgickém Eegenhoven a 1932–36 teologii v rakouském Innsbrucku (Rakousko). Tam přijal dne 26. 7. 1935 kněžské svěcení. O několik dní později slavil primici v kostele sv. Ignáce v Praze a v kostele Všech svatých v Bratronicích. Bezprostředně po závěrečných zkouškách byl na rok 1936–37 vyslán na třetí probaci ve francouzském Paray-le-Monial. Po skončení formace se vrátil do vlasti.

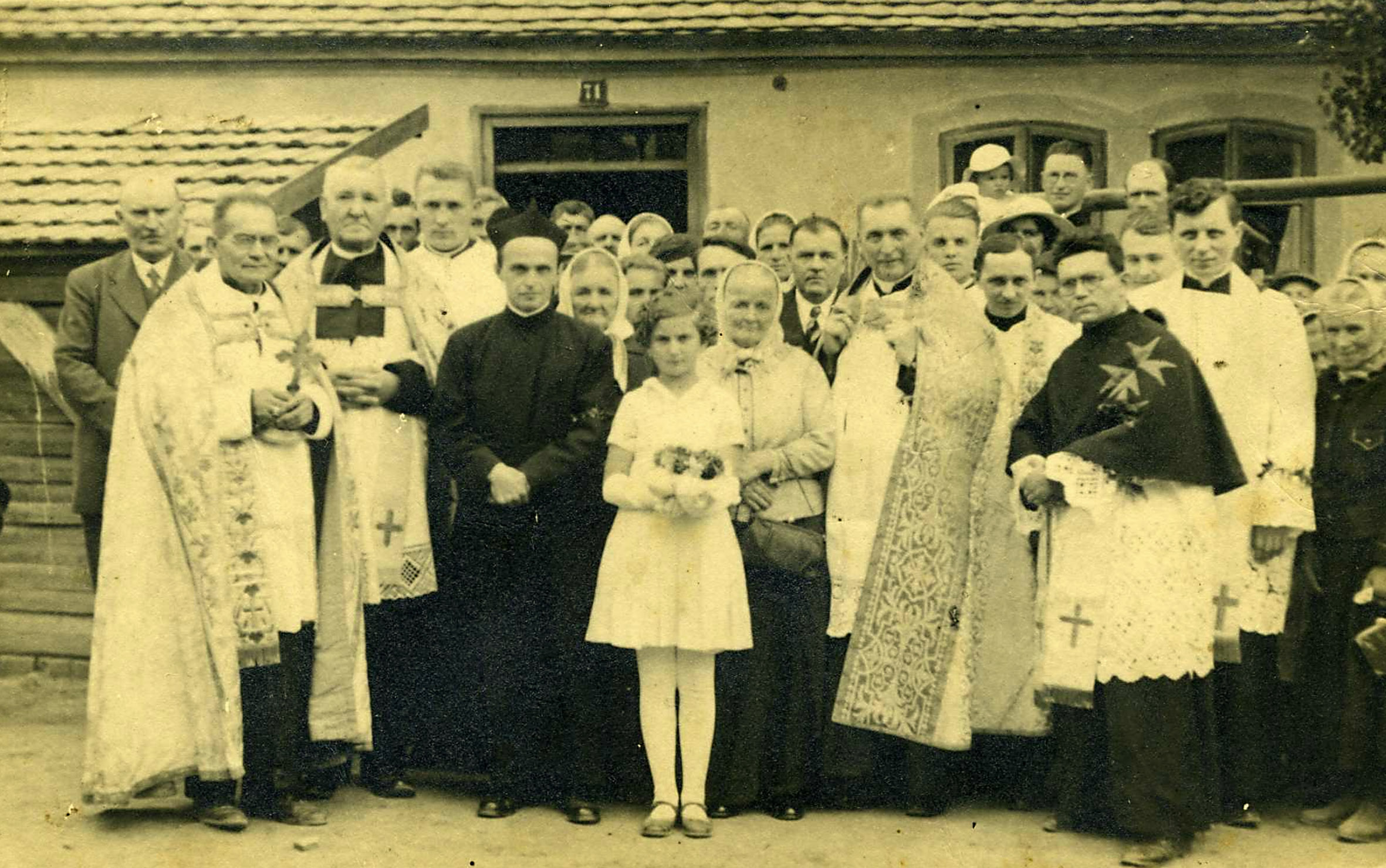
Adolf Kajpr - Primice v Bratronicích

### Kněžství a tiskový apoštolát (1937–1941)
Od r. 1937 Kajpr žil a pracoval u sv. Ignáce v Praze. Plnil své povinnosti v řádové komunitě, působil v pastoraci, vedl exercicie. Vyučoval křesťanskou filosofii na Arcidiecésním bohosloveckém učilišti pražském (1940–41). Nejširší dopad měla jeho aktivita na poli tiskovém. Stal se redaktorem čtyř řádových časopisů, do nichž sám přispíval: Obrození (1939–40), Dorost (1939–40), Nové směry (1940–41) a Posel Božského Srdce Páně (1937–41).
List Dorost vzbudil r. 1939 nevoli okupantů, když se na titulní straně objevila fotomontáž, na níž Kristus-Héraklés přemáhá trojhlavého psa Kerbera, který střeží lidi v říši temnot a smrti. V tlamě tohoto spolupracovníka smrti byl nakreslen hákový kříž, symbol nacismu.

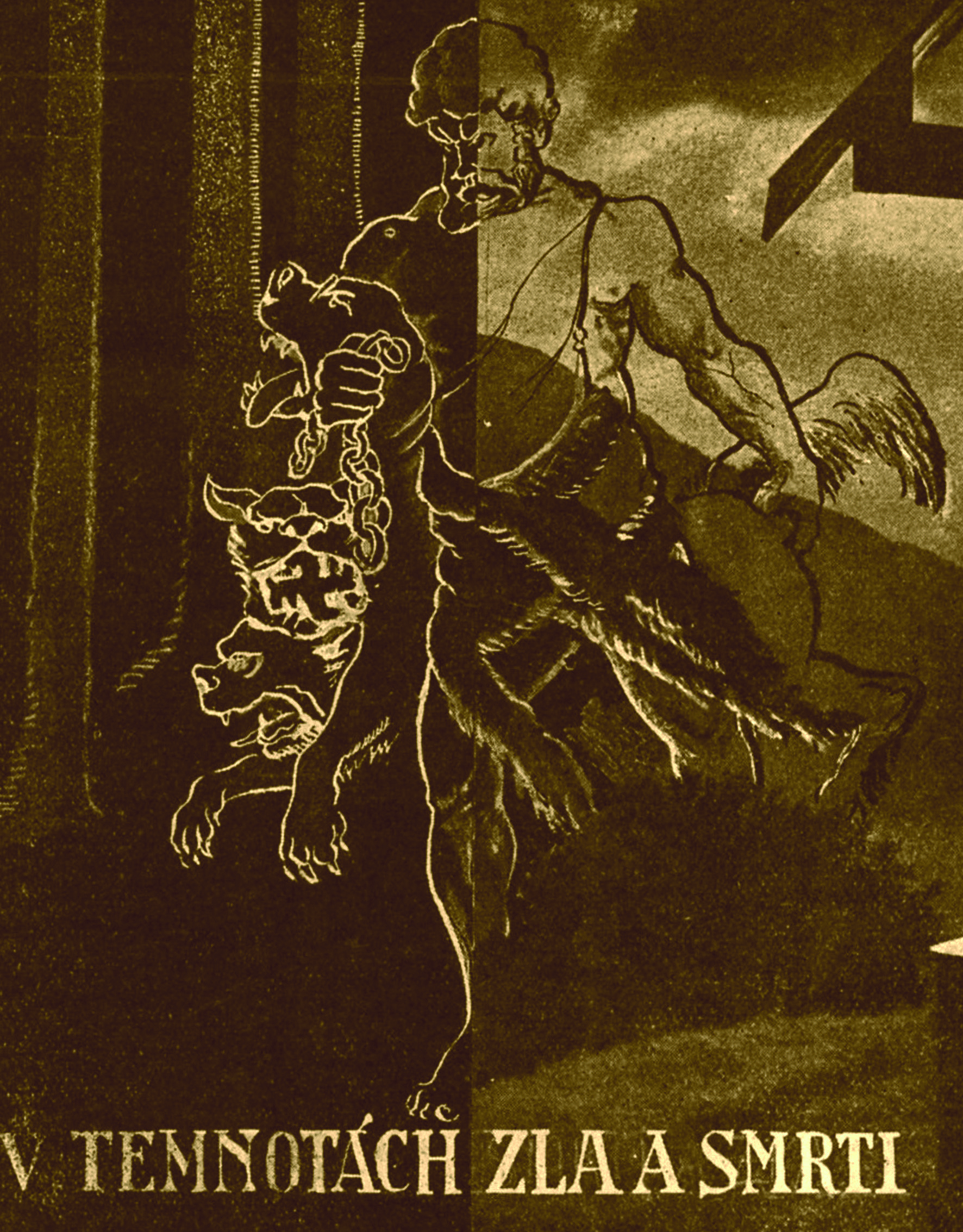
Adolf Kajpr - Detail obálky časopisu Dorost 1939

Redaktoři Alois Koláček SJ a Adolf Kajpr SJ byli opakovaně napomínáni gestapem. V březnu 1940 byl Koláček zatčen, v dubnu byl Dorost zastaven. Kajprovi však na mládeži záleželo natolik, že začal vydávat bez souhlasu úřadů oběžník Nové směry. Své čtenáře a posluchače povzbuzoval k víře, naději a autentickému vlastenectví.
Připomínal, že jediným pravým Vůdcem lidstva je Kristus a křesťan má stát na straně obhájců dobra, spravedlnosti, práva a rovnosti všech lidí i národů, i když má především milovat svou vlast. V únoru 1941 se právě z těchto důvodů postavil proti tomu, že se kolaboranti dovolávali sv. Václava, aby jím zdůvodnili své pojetí přináležitosti Čechů k Říši. Tím přitáhl pozornost gestapa, na jehož pokyn bylo vydávání listu zastaveno.

### V nacistických koncentračních táborech (1941–1945)
20. 3. 1941 byl Kajpr zatčen kvůli „štvavým“ a „nenávistným“ článkům proti Říši. Nejprve byl vězněn na Pankráci, pak v koncentračním táboře Terezín, s „přestávkou“ na práci ve výjezdním komandu, jež v Nové Huti (dnes Nižbor) u Berouna upravovalo budovu a zahradu určenou k rekreaci příslušníků gestapa.
Po přechodném pobytu znovu na Pankráci byl v září 1941 transportován do koncentračního tábora Mauthausen. Pracoval v pověstném hrůzném kamenolomu. V květnu 1942 byl převezen do Dachau. Zde bydlel do konce války na tzv. kněžském bloku. Pracoval mj. v komandu plantáže. Písemně zůstával ve spojení s pražskými jezuity.
Dne 29. 4. 1945 bylo Dachau osvobozeno. O necelý měsíc později, 21. 5. 1945, byl Kajpr transportován do vlasti, ke sv. Ignáci v Praze. Pro své postoje obdržel 12. 8. 1947 od prezidenta republiky dvě státní vyznamenání.

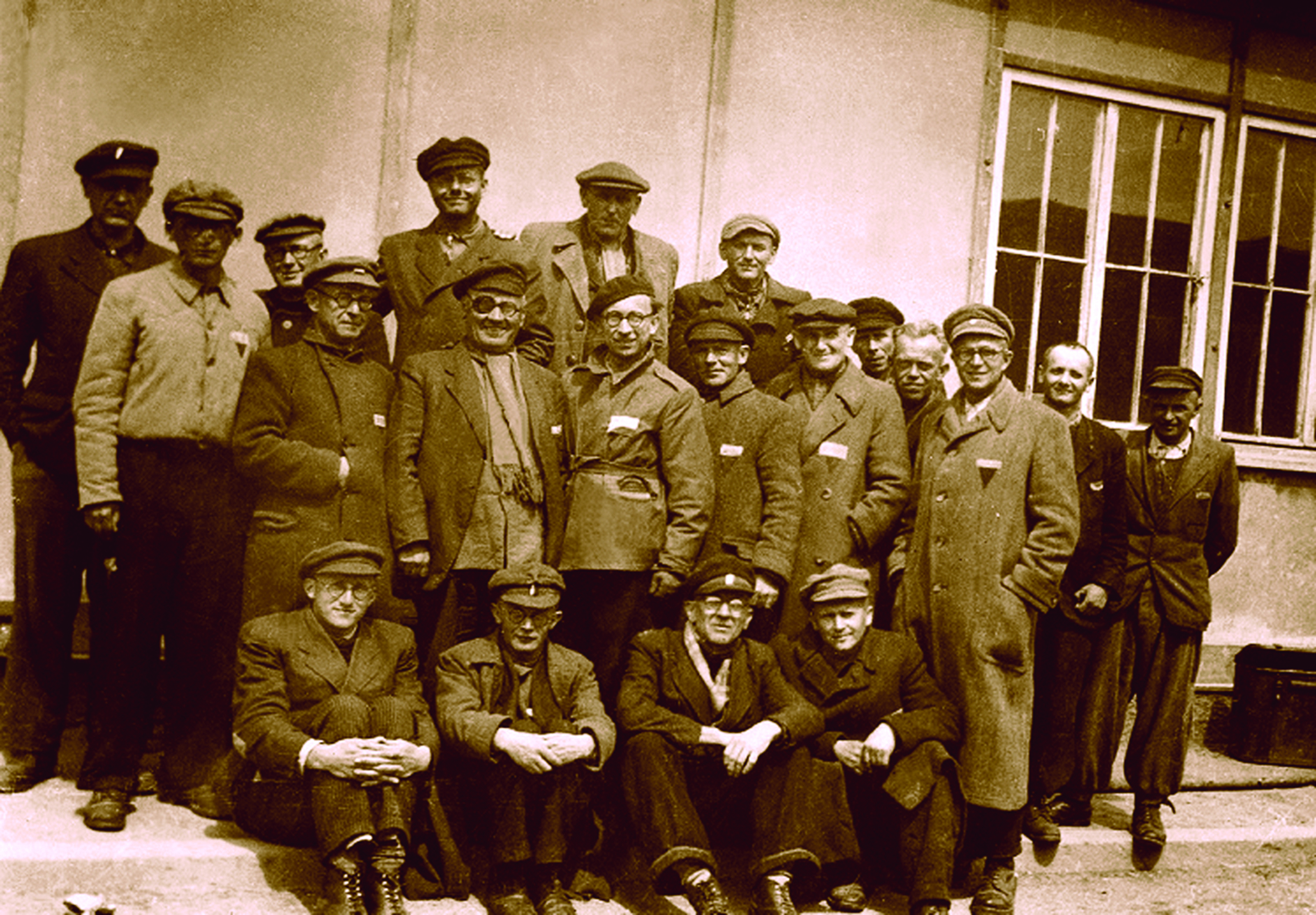
Adolf Kajpr - Čeští kněží krátce po osvobození Dachau

### Opětovná kněžská a redakční činnost (1945–1950)
Dne 15. 8. 1945 složil Kajpr čtvrtý řeholní slib a stal se profesem Tovaryšstva Ježíšova. Byl vyhlášeným kazatelem, vedl duchovní obnovy i exercicie. Obnovil vydávání listu Dorost. Vzápětí se však stal výkonným redaktorem periodika Katolík: list pro kulturu a život z víry, který se stal vedle kazatelny hlavní tribunou, z níž v l. 1945–48 šířil evangelium, své pojetí křesťanského života i apoštolátu a postřehy o současnosti.
List měl veliký vliv na způsob, jímž věřící vnímali vývoj poválečného Československa, ve kterém se projevovala rostoucí moc komunistické strany. Kajpr sám byl muž výrazně sociálního smýšlení. Z povahy doby nicméně plynula potřeba, aby polemizoval s marxismem-leninismem. Otevřeně varoval, že jakýkoli ateistický humanismus nutně vede ke koncentračním táborům, věznicím, popravám a mnoha jiným formám perzekuce. Již v únoru 1948 bylo periodikum Katolík prohlášeno za protistátní a reakční a bylo mu odňato povolení k tisku. Tím zaniklo.
Kajpr se poté plně věnoval pastoraci. V homiliích sílil víru posluchačů, často vedl exercicie a rekolekce.

### Zatčení a komunistický žalář (1950–1959)
Dne 14. 3. 1950 byl Kajpr na pokyn ministra spravedlnosti a předsedy Státního úřadu pro věci církevní Alexeje Čepičky zatčen. Na řádech mělo být ukázáno, že je církev společensky nebezpečný nepřítel, jemuž je třeba se postavit. Procesem měl být také připraven zásah proti všem mužským řeholím (tzv. akce K). Kajpr byl vybrán pro svůj věhlas a pro svou kritiku komunistické ideologie i praxe.
Stejně jako nacisté, i komunisté jej zatkli kvůli „štvavým“ článkům proti lidově demokratickému zřízení, a navíc i kvůli „rozvratným“ homiliím a „špionáži“ ve prospěch Vatikánu. Soudní líčení ve věci Machalka a spol. se konalo 31. 3. až 5. 4. 1950. Kajpr vystupoval statečně, pravdivě, střídmě. Byl shledán vinným z velezrady a odsouzen na 12 let do žaláře a k dalším, doplňujícím trestům.
Po odsouzení byl Kajpr vězněn nejprve na Pankráci, po té na Mírově, ve Valdicích a nakonec v Leopoldově na Slovensku. Svědectví spoluvězňů hovoří o Kajprově hluboké víře a neokázalé zbožnosti, o jeho duchovních promluvách určených uvězněným kněžím, o exhortacích posílaných tajně laikům, o exerciciích, o přípravě tajných noviců Tovaryšstva Ježíšova a o životě s vězněnými jezuity, o vztazích k věznitelům i spoluvězňům, o přednáškách a diskusích ve věci filosofie, liturgie či literatury atd.

### Smrt v pověsti svatosti (1959)
Dne 13. 9. 1959 jej při procházce postihl infarkt myokardu. Byl převezen na vězeňskou marodku. 17. 9. 1959 jej však postihl infarkt druhý a Kajpr zemřel. Bylo mu 57 let. Vedení věznice po poradě s nadřízenými orgány rozhodlo o tom, že bude pohřben na místním hřbitově do hrobu, který byl označen pouze jeho číslem. Až v době Pražského jara, za dočasného uvolnění politických poměrů, bylo jeho tělo 24. 10. 1968 exhumováno, převezeno do Prahy a 25. 10. uloženo do řádové hrobky na Vyšehradě. V září 2019 pak byly jeho ostatky přeneseny do kostela sv. Ignáce.

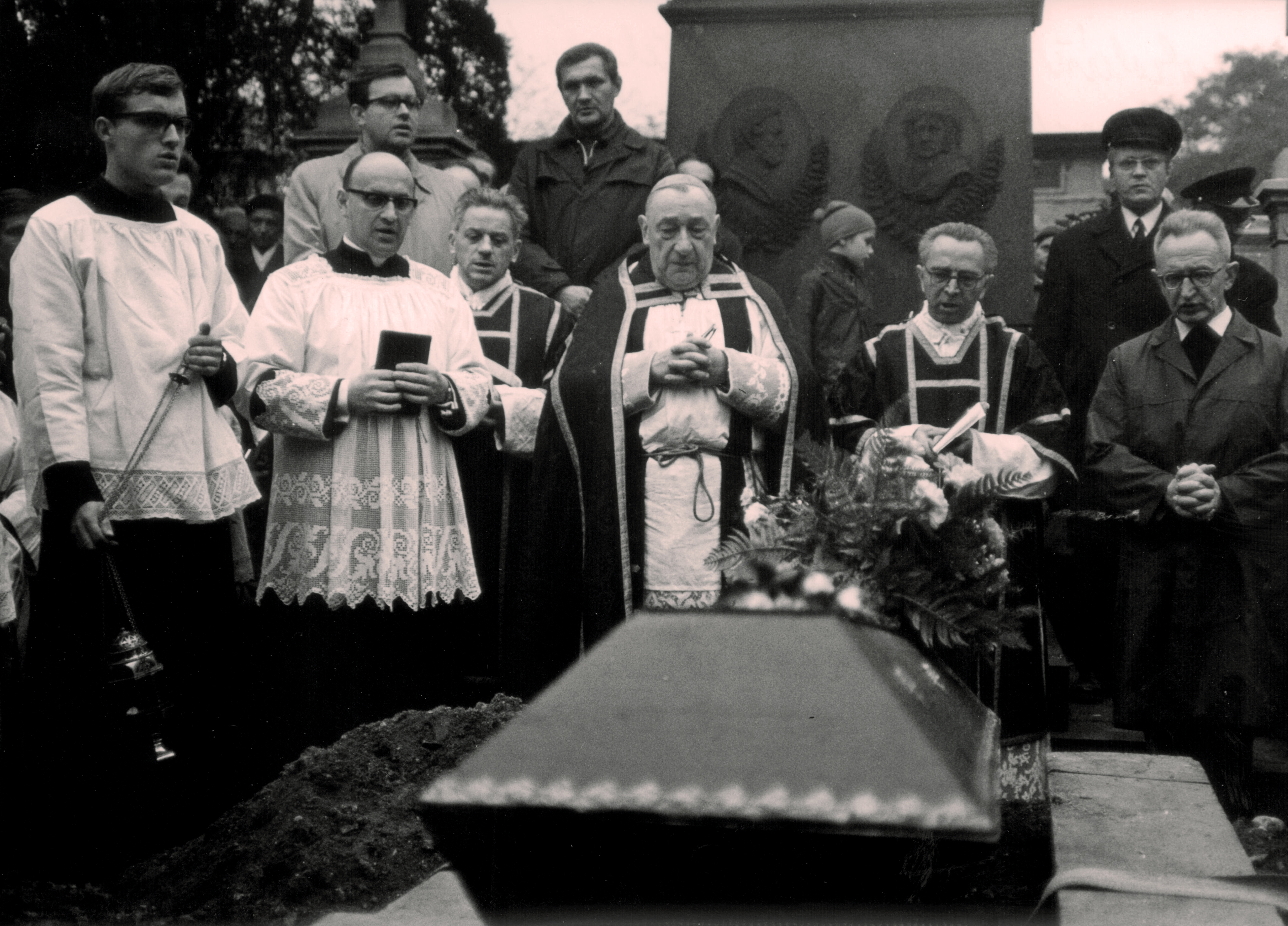
Adolf Kajpr – Pohřeb na Vyšehradě vedený Štěpánem Trochtou

Soudní proces byl v následujících letech opakovaně přezkoumáván. Justice svá rozhodnutí měnila podle toho, jak se měnily politické okolnosti. Definitivní slovo bylo učiněno až 16. 12. 1993, kdy soud rozhodl, že je Kajpr účasten soudní rehabilitace, neboť byl zbaven osobní svobody nezákonně. Tím byl prohlášen za nevinného.
Členem Tovaryšstva Ježíšova byl Kajpr 31 let, knězem 24 roků. Z toho byl pro víru v Ježíše Krista a pro věrnost církvi vězněn 13,5 roku a právě ve vězení a v jeho důsledku zemřel.

## Pověst mučednictví a svatosti

### Fama martyrii
Volání po blahořečení (beatifikaci) se ozývá už od Kajprova úmrtí. Sám papež sv. Jan Pavel II. ho představil jako jednoho z řeholníků, kteří dokázali i v podmínkách nacistických koncentračních táborů a vězení dávat „příklad velké důstojnosti životem křesťanských ctností“ (26. 4. 1997), a řekl o něm, že „zemřel v pověsti svatosti“ (20. 5. 1995).
V průběhu času se jeho spolupracovníci a spolubratři, lidé, další pamětníci a později badatelé postupně vyjadřovali o pozoruhodném svědectví jeho života. Předkládáme zde tři příklady, další lze najít v knize Maximální křesťanství.
Václav Feřt SJ (kněz, někdejší Kajprův představený), 1959: „Člověk věřící celým srdcem a zbožný jako dítě, strhující kazatel a originální spisovatel, nebojácný redaktor a poctivý vlastenec. [...] Jeho život, a zvláště jeho kněžský život byl opravdu smírnou obětí. Víc než polovičku svého tak plodného kněžského života prožil v žalářích. [...] Oheň, kterým se rozhořelo jeho srdce, neuhasl už nikdy. Strávil ho úplně na obětním oltáři. A já věřím, že náš drahý Otec Kajpr z tohoto očistného ohně tolikaleté oběti přešel jako věrný Kristův vyznavač do jasného ohně Ducha svatého a Boží lásky, kde s ostatními svatými a blahoslavenými, kteří nás předešli k Pánu, bude naším mocným přímluvcem. Odpočívej v pokoji a přimlouvej se za nás!“
Jan Formánek SJ (kněz, Kajprův řádový vrstevník), 1978: „Úcta k tomuto Otci se šíří nejen mezi jeho spolubratry, nýbrž i mezi těmi, kteří jej znali z jeho apoštolské činnosti na kazatelně u sv. Ignáce, nebo jako skvělého redaktora časopisu pro mládež: Dorost, nebo katolického měsíčníku Posel Božského Srdce Páně a posléze i jako katolického žurnalistu a redaktora katolického týdeníku Katolík.“
Richard Čemus SJ (kněz, profesor teologie), 2013: „Kajprův příběh je příběhem svědectví pro Krista až do krajnosti. Takové martyrium nepatří jen historii: Ani dnes neztrácí nic ze svého jasu, ryzosti a naléhavosti výzvy.“ „Všichni, kdo jej poznali, se jednomyslně shodují ve svědectví, že Kajpr žil a zemřel in fama sanctitatis et fama martyrii (v pověsti svatosti a mučednictví)“.

### Proces blahořečení
Na podzim 2017 vyhověl generální představený Tovaryšstva Ježíšova Arturo Sosa SJ žádosti představeného české provincie Josefa Stuchlého SJ a vyslovil souhlas s tím, aby byl zahájen beatifikační proces Adolfa Kajpra. Pro první fázi, která probíhá na diecézní úrovni, byl vícepostulátorem jmenován prof. Vojtěch Novotný z Katolické teologické fakulty Univerzity Karlovy. Ten předložil pražskému arcibiskupovi žádost o to, aby bylo zahájeno šetření o životě a mučednické smrti Božího služebníka Adolfa Kajpra. Stalo se tak dne 22. září 2019, kdy také byly Kajprovy ostatky umístěn v kostele sv. Ignáce. Byl ustaven specializovaný tribunál, historická komise, teologičtí cenzoři. Ti provedli výslechy klíčových pamětníků, prověřili předchozí archivní a historické bádání, sepsali věroučné posudky Kajprových spisů. Diecézní fáze byla slavnostně ukončena dne 4. ledna 2021 a procesní akta, přeložená do italštiny, byla předána na Kongregaci pro svatořečení v Římě, kde bude proces pokračovat.

## Myšlení a dílo: služebník Slova

### Kazatel a redaktor
- Jedním z Kajprových výrazných rysů byla schopnost vykonávat „službu slova“, tzn. různé formy hlásání radostné zvěsti o Ježíši Kristu a jeho díle. Uměl ukazovat, jak může být společenství člověka s Kristem, jehož jiným názvem je Církev, prožíváno v každodennosti a jak se má projevovat v lidských skutcích. Dokázal číst znamení doby a ukazovat, že „Kristovo poselství má platnou a krásnou odpověď na všechny otázky, i nejpalčivější“, a že „všechny denní události visí na věčnu“.
- Své hlásání uskutečňoval především formou kázání: byl znám jako obratný, strhující, výborný kazatel, „mocný ve slově“ (srov. Lk 24,19). Druhým polem jeho činnosti byla redakce řádových časopisů, do nichž sám přispíval, v poválečném období to byl zejména list Katolík: list pro kulturu a život z víry.

### Témata
- Jak bylo řečeno výše, ústředním bodem Kajprova hlásání bylo zaměření celého lidského života na Krista. Pro takto žitý život čerpá člověk především z účasti na mši svaté a je následně vyzván vydávat o Kristu a Bohu svědectví slovem i životem a to tak, aby mu jeho současníci co nejvíce rozuměli. Podle Božího vzoru je třeba soucítit s lidskými potřebami a utrpením.
- Věřící je zván zapojovat se do života společnosti, angažovat se v ní, mít přehled o dění, ne ledajakým způsobem, ale jako myslící člověk a křesťan. Úkolem křesťanského tisku není jen informovat, ale také formovat.
- Kajpr projevoval také lásku k vlasti, opět v souladu s křesťanstvím. Mezi všemi státotvornými směry vyzdvihoval demokracii, byť si byl vědom i jejích slabostí.  Poukazoval na jejich nesoulad s křesťanstvím a na nebezpečí ztráty důstojnosti člověka, když se politický systém odkloní od Boha.
- Kajpr rovněž neopomíjel význam Panny Marie.
- Úryvky z Kajprových textů k jednotlivým tématům jsou zpracovány na webových stránkách Kostela sv. Ignáce v Praze.